# Riccardo Giacoia
Riccardo Giacoia (Cosenza, 14 aprile 1963) è un giornalista italiano.

## Biografia
Figlio di Emanuele Giacoia (storico giornalista di 90º minuto) inizia a fare giornalismo nel 1988 a Telespazio Calabria e ai giornali Gazzetta del Sud e Il Mattino, seguendo la cronaca, la politica, lo sport e lo spettacolo, tra gli anni '80 e '90 collabora anche con i settimanali Panorama e Epoca e con i telegiornali e programmi giornalistici della Fininvest (oggi Mediaset) a cui Telespazio Calabria forniva immagini e servizi chiusi, Giacoia fu anche informatore della Calabria per gli allora nascenti telegiornali della Fininvest, nel 1997 passa a Rai 3 Calabria dove conduce il tg e segue sempre la cronaca, la politica, lo sport e lo spettacolo, nella cronaca seguirà l'alluvione in Calabria nel 2000, il delitto Sessa nel 2002 e il delitto Fortugno nel 2005 e inchieste sulla 'ndrangheta, per lo sport fu radiocronista dalla Calabria di Tutto il calcio minuto per minuto e inviato sempre dalla Calabria di 90º minuto. Nel 2007 si dedicherà esclusivamente alla cronaca seguendo la strage di Duisburg e inchieste sulla 'ndrangheta tra cui alcune andranno in onda in TG2 Dossier, nel 2009 segue come inviato del TG2 e del TG3 il terremoto dell'Aquila, nel 2010 e nel 2011 riceverà minacce dall' 'ndrangheta, nel 2011 si trasferisce a Roma al TG1 dove seguirà il calcioscomesse, il crollo di Barletta e il terremoto in Emilia nel 2012.